# 足助街道
足助街道（あすけかいどう）とは、愛知県岡崎市の岡崎城下の能見口より東海道と分かれ、北上して岩津・桑原・松平を経て足助（現在の愛知県豊田市）に至る街道である。

## 概要
現在の愛知県道39号岡崎足助線はこの路線を継承している部分が多いが、各所に時代とともに変遷していった形跡を見出すことができる。明治22年から実施されたいわゆる三河七県道の改修では、それまで道幅が狭く起伏が大きいために通行困難であった街道を、路線をずらしたりしながら拡幅し、平坦な通りやすい道にした。そのため現在の県道39号は、必ずしも近世のルートとは一致しない。
足助街道は岡崎から足助までの里程が七里あったため七里街道とも呼ばれた。また巨視的に見れば、足助を経て信州に至る街道であることから信州道や善光寺道などとも呼ばれていた。
近世、この街道は塩の運搬路としても重要であった。川船で三河湾から矢作川を遡って菅生川まで運ばれてきた塩を、現在の竹千代通り付近の船着場で降ろし（あるいは矢作川をさらに北上して巴川で降ろすこともあった）、馬の背に積み替えて運んだ。

## 経路
概要で触れたとおり、足助街道は現在の県道39号とは必ずしも一致しておらず、同一視できず、街道が県道と重複していると断じることはできない。
参考までに明治20年までのルートを挙げれば、岡崎市仁木町で旧名鉄挙母線 三河岩脇駅方面へのカーブには曲がらず、直進して現在の北斗台や岡崎市立新香山中学校を突き抜け、桑原町で大給の里道を横切り、北上して現道の足助街道に合流し、豊田市九久平町から岩倉町へ巴川を渡り、北上して現在の愛知県道487号松平志賀中金線に入り、さらに現在の愛知県道343号則定豊田線で豊田市立則定小学校まで行き、ここから市道に入り中切町まで進み、飯田街道（現在の国道153号）に合流するというルートであった。
現在の案内標識による道路の通称名「足助街道」は、岡崎市岩津町から同市桑原町（郡界川手前、豊田市との市境）まで。

## 周辺の道
全て岡崎市内にある道である。
- 竹千代通り
- 龍城通り
- 総門通り
- 東康生通り
- 西康生通り
- 東海道（岡崎城下二十七曲がり）
- 連尺通り
- 八幡通り
- 師範通り
- 木まち通り
- 伊賀川桜堤
- 平針街道
- 竜北メーンロード
- 大沼街道
- 真福寺道
- 村積山自然緑道
- 大給の里道

## 沿線・周辺
- 松応寺
- 昌光律寺
- 伊賀八幡宮
- 円福寺
- 於御所遺跡
- 円川古戦場
- 古瀬間の廻国供養塔
- 酒呑陣屋跡
- 酒呑ジュリンナ遺跡　など

## 参考
- 『松平町誌』豊田市教育委員会
- 『愛知県歴史の道調査報告書8（飯田街道・足助街道）』愛知県教育委員会